# بیستی بویز
بیستی بویز(به انگلیسی: Beastie Boys) یک گروه رپ آمریکاییست و از پرسابقه‌ترین گروه‌های هیپ هاپ جهان است. مبدا این گروه نیویورک است.
از آهنگ "(You Gotta ) Fight For Your Right (To Party)" این گروه در فیلم پارتی (با شرکت هدیه تهرانی) استفاده شده است.

## آلبوم‌ها

### آلبوم‌های استودیویی
| نام انگلیسی آلبوم               | سال انتشار | نام فارسی آلبوم         |
| ------------------------------- | ---------- | ----------------------- |
| ۱.Licensed to Ill               | ۱۹۸۶       | مجاز به لودگی           |
| ۲.Paul's Boutique               | ۱۹۸۹       | بوتیک پاول              |
| ۳.Check Your Head               | ۱۹۹۲       | کلتو چک کن              |
| ۴. Ill Communication            | ۱۹۹۴       | ارتباطات بد             |
| ۵. Hello Nasty                  | ۱۹۹۸       | سلام کثیف               |
| ۶.To the 5 Boroughs             | ۲۰۰۴       | به ۵ قصبه               |
| ۷.The Mix-Up                    | ۲۰۰۷       | ریخت و پاش              |
| ۸. Hot Sauce Committee Part Two | ۲۰۱۱       | کمیته سس فلفلی قسمت دوم |